# Carlos López Fonseca
Œuvres principales
Trece Rosas Rojas (2004) *
Tiempo de Memoria (2009) *
Trece Rosas Rojas y la Rosa Catorce (2014) *
Tipos Infames (2014) *
Mañana cuando me maten : las últimas ejecuciones del franquismo : 27 de septiembre de 1975 (2015) *
No te olvides de mí : Yolanda González, el crimen más brutal de la Transición (2018) *
23-F: La Farsa (2024)
Carlos López Fonseca, né à Madrid le 12 février 1959, est un journaliste et écrivain espagnol. 

## Biographie
Carlos López Fonseca a été journaliste pour les quotidiens Ya et El Independiente. Il faisait partie de l'équipe constitutive de ce dernier, dont il était aussi correspondant national, membre de l'équipe de recherche et chef de la rubrique de Politique intérieure. Il a également travaillé pendant dix-huit ans pour la revue Tiempo, où il a dirigé la rubrique Actualité jusqu'en mai 2009. Depuis cette date il travaille à la rédaction du quotidien numérique El Confidencial.
Participant aux programmes 24 Heures, de Radio Nacional de España (RNE) ; Egun On, de Euskal Telebista, Ganbara, de Radio Euskadi, et auparavant à La Brújula, de Onda Cero, il a aussi collaboré à de nombreux médias écrits et audiovisuels, et a donné des conférences sur Journalisme et Mémoire Historique dans plusieurs universités et forums culturels. En 2005 il a été déclaré “Journaliste de l'Année” par l'Association des Revues d'Information (ARI). 
Spécialiste de l'information sur le terrorisme, phénomène qu'il couvre depuis plus de vingt-cinq ans, il a entamé sa carrière d'écrivain en 1996 avec l'essai Négocier avec ETA, sur les échanges entre le gouvernement et le mouvement terroriste. Expert aussi de la guerre civile, dans plusieurs de ses oeuvres il se penche sur le rôle qu'y ont tenu les femmes, surtout du côté Républicain. Il est également l'auteur de Garrote vil para dos inocentes (Lacet étrangleur pour deux innocents); El caso Delgado-Granados (1998); Rosario Dinamitera. Una mujer en el frente (2006); et Treize Roses Rouges (2004). Ce dernier livre a été porté à l'écran en 2007 par le réalisateur Emilio Martínez Lázaro et a obtenu 4 prix Goya. Son oeuvre Tiempo de memoria (2009) relate la tentative d'assassinat du général Franco le 19 juillet 1936. Tous ces livres ont été publiés par la maison d'édition Temas de Hoy (Planeta). 
Ses oeuvres sont généralement basées sur des faits réels. Il a encore publié Tipos Infames; puis Mañana cuando me maten: las ultimas ejecuciones del franquismo: 27 de septiembre de 1975 (Demain lorsqu'on me tuera: les dernières exécutions du franquisme: 27 septembre 1975) en 2015, édité par La Esfera de Libros; No te olvides de mí : Yolanda González, el crimen más brutal de la Transición (Ne m'oublies pas: Yolanda González, le crime le plus brutal de la Transition) en 2018 chez Planeta; 23-F : La Farsa : historia de una investigación amañada (23-F: la farce: histoire d'une investigation truquée), en 2024, étidion Plaza & Janés.